# Baures
Baures – miasto w Boliwii, w departamencie Beni, w prowincji Itenez.